# Issam Jebali
Issam Jebali (sinh ngày 25 tháng 12 năm 1991) là một cầu thủ bóng đá người Tunisia thi đấu cho Elfsborg.

## Thống kê sự nghiệp

### Câu lạc bộ
Tính đến trận đấu diễn ra ngày 4 tháng 10 năm 2018 
| Câu lạc bộ          | Mùa giải            | Giải vô địch        | Giải vô địch | Giải vô địch | Cúp quốc gia | Cúp quốc gia | Châu lục | Châu lục  | Tổng cộng | Tổng cộng |
| Câu lạc bộ          | Mùa giải            | Hạng đấu            | Số trận      | Bàn thắng    | Số trận      | Bàn thắng    | Số trận  | Bàn thắng | Số trận   | Bàn thắng |
| ------------------- | ------------------- | ------------------- | ------------ | ------------ | ------------ | ------------ | -------- | --------- | --------- | --------- |
| IFK Värnamo         | 2015                | Superettan          | 26           | 5            | 1            | 0            | –        | –         | 27        | 5         |
| IFK Värnamo         | 2016                | Superettan          | 15           | 6            | 3            | 0            | –        | –         | 18        | 6         |
| Tổng cộng           | Tổng cộng           | Tổng cộng           | 41           | 11           | 4            | 0            | –        | –         | 45        | 11        |
| IF Elfsborg         | 2016                | Allsvenskan         | 15           | 7            | 0            | 0            | –        | –         | 15        | 7         |
| IF Elfsborg         | 2017                | Allsvenskan         | 29           | 10           | 2            | 1            | –        | –         | 31        | 11        |
| 2018                | 15                  | 3                   | 4            | 2            | –            | –            | 19       | 5         |           |           |
| Tổng cộng           | Tổng cộng           | Tổng cộng           | 59           | 20           | 6            | 3            | –        | –         | 65        | 23        |
| Rosenborg           | 2018                | Eliteserien         | 6            | 3            | 1            | 0            | 4        | 2         | 11        | 5         |
| Tổng cộng           | Tổng cộng           | Tổng cộng           | 6            | 3            | 1            | 0            | 4        | 2         | 11        | 5         |
| Tổng cộng sự nghiệp | Tổng cộng sự nghiệp | Tổng cộng sự nghiệp | 106          | 34           | 11           | 3            | 4        | 2         | 121       | 39        |

## Bàn thắng quốc tế
| #  | Ngày                | Địa điểm                                 | Đối thủ  | Bàn thắng | Kết quả | Giải đấu       |
| -- | ------------------- | ---------------------------------------- | -------- | --------- | ------- | -------------- |
| 1. | 10 tháng 6 năm 2022 | Noevir Stadium Kobe, Kobe, Nhật Bản      | Chile    | 1–0       | 2–0     | Cúp Kirin 2022 |
| 2. | 14 tháng 6 năm 2022 | Panasonic Stadium Suita, Suita, Nhật Bản | Nhật Bản | 3–0       | 3–0     | Cúp Kirin 2022 |